# Boulevardblad
Een boulevard- of sensatieblad is een krant waarin naast het politieke en algemene nieuws zeer veel aandacht gaat naar sport, roddel, (seks)schandalen van beroemdheden, de "sterren", het (tv-)amusement en sensationele verhalen over extreme en vaak ook zeer gewelddadige moorden, verkrachtingen en berovingen. De naam herinnert aan de afkomst van zulke kranten: ze werden voorheen (voornamelijk begin twintigste eeuw) op straat – op de boulevards – verspreid en niet bij abonnees bezorgd.
In Engeland worden deze kranten tabloids genoemd, vanwege het tabloidformaat waarop al deze kranten verschenen, en dat daar al gauw synoniem werd voor de schandaalpers. Dit is de reden dat veel Britse kwaliteitsbladen die op dit formaat overschakelden zich liever "compact" noemen.
Het taalgebruik en de diepgang ligt meestal bij sensatiekranten veel lager dan bij kwaliteitskranten, waardoor er door de lezers van deze kranten vaak op de boulevardpers wordt neergekeken. Boulevardkranten worden dan ook voornamelijk gelezen door lager opgeleiden. Weinig van deze kranten zijn neutraal en genuanceerd; de meeste hebben een zeer sterke politieke mening, die meestal rechts, conservatief en vooral ook zeer populistisch is (hoewel er ook linkse boulevardkranten zijn zoals de Daily Mirror). Ook worden er vaak regeringen en andere openbare diensten afgekraakt, omdat de "gewone man" daarvan de dupe is. 
De Nederlandse kranten De Telegraaf en Algemeen Dagblad bevatten elementen van een boulevardblad, net als Het Laatste Nieuws en Het Nieuwsblad in Vlaanderen. 'Echte' boulevardbladen zijn onder andere de Britse kranten The Sun, de Daily Mirror en de Daily Mail, en het Duitse Bild.
De zondagskrant van The Sun, de News of the World, moest in 2011 worden opgeheven wegens een afluisterschandaal. Hoofdredacteur Rebekah Brooks had stelselmatig en op grote schaal telefoons laten afluisteren van beroemdheden en van slachtoffers van criminaliteit. Het Britse parlement stelde een commissie van onderzoek in onder leiding van Lord Leveson naar de hele boulevardpers.